# Halieya
El Halieya (en griego antiguo: Ἁλίεια, Halíeia) o Halia era una de las principales fiestas celebradas en la isla de Rodas en honor a su dios patrón Helios, el Sol . Se celebraba todos los años en verano, con concursos gimnásticos y musicales y una gran procesión.

## Nombre
El nombre del festival deriva de Halios, la ortografía dórica del nombre de Helios.

## Descripción
El festival incluía juegos de carreras de caballos y carreras de carros, concursos de gimnasia para hombres y niños, así como concursos de música, y un sacrificio. El premio ofrecido a los vencedores era una corona de álamo blanco, un árbol sagrado para el dios, por el brillo de sus hojas resplandecientes. Según Festo (sv October Equus), el Halieya también incluía un ritual, que tenía lugar el día 24 del mes de verano de Gorpiaco, donde los rodios sacrificaban al dios un grupo de cuatro caballos blancos que conformaba una cuadriga y conduciéndoles hacia el mar, lo cual representaba el carro del sol. Este ritual simbolizaba la puesta del sol cuando se hunde en el mar,y de esa manera los rodios honraron el papel de Helios como el auriga celestial. El Halieya atrajo a atletas y músicos de todo el mundo griego, y cuando se erigió el Coloso de Rodas en el puerto, el culto ganó aún más fama; el festival atrajo a grandes atletas del extranjero, y los vencedores de juegos como los Píticos, Ístmicos y Nemeos se dieron cuenta de que valía la pena competir en el Halieya. En los días de gloria de Rodas, los reinos vecinos, como Pérgamo en Anatolia, enviaban emisarios al festival, y se seguó celebrando incluso siglos después.

En la obra de ficción Efesíaca de Jenofonte de Éfeso, los protagonistas se encuentran en Rodas durante un festival en honor a Helios, descrito así:
[E]l día siguiente fue una fiesta dedicada al Sol, y celebrada por los rodios con la mayor magnificencia pública, siendo todo muy grande y excelente: la pompa, los sacrificios y el concurso de los ciudadanos.
La protagonista de la historia, Antia, corta y dedica parte de su cabello en el templo de Helios con la inscripción Antia dedicó este cabello al dios en nombre de Habrocomes.

## Conexiones
Los rituales que implican el sacrificio de caballos de manera similar al dios del mar Poseidón Hippios también están atestiguados y podrían haber influido en los rituales de sacrificio de caballos a Helios. Los argivos ahogaron caballos en honor de Poseidón, en Iliria se le ofrecieron caballos cada cuatro años de la misma manera que durante Halieya, mientras que fue adorado como Hippios, dios de los caballos, en Lindos, una de las principales ciudades de Rodas. Los eruditos han asociado estos ritos, junto con los de otro festival rodio, el Hippokathesia.